# Presens
Presens är det tempus som vanligtvis uttrycker vad som händer just nu. Ordet kommer från latinets praesens som betyder "närvarande". Presens kan förutom direkt nutid uttrycka faktum, framtid, vana och ibland uppmaningar. I svenskan markeras presens med ändelserna -r eller -er på verbet för samtliga grammatiska personer utan åtskillnad mellan singularis och pluralis. Vid uppräkningar eller beskrivningar av historiska händelser förekommer också så kallat historiskt presens, som innebär att man beskriver händelsen som att den händer, även om den i verkligheten inträffade för länge sedan.

## Exempel
- Jag målar huset.
  - Vanligt presens.
- Huset ligger vid skogen.
  - Presens som uttrycker faktum.
- Han åker om en vecka.
  - Presens som uttrycker framtid.
  - Något oegentligt, mer korrekt vore "Han kommer att åka om en vecka" eller en liknande futurumkonstruktion.
- Jag tvättar varje fredag.
  - Presens som uttrycker vana
  - Jämför "Jag brukar tvätta varje fredag".
- Nu är det nog!
  - Presens som uttrycker uppmaning.
- 1718 stupar Karl XII i Halden i Norge och därmed tar den svenska stormaktstiden slut.
  - Historiskt presens
  - Presens används då texten berättar ifrån ett historiskt perspektiv (då händelsen ägde rum). Vid berättande ifrån nutidsperspektiv används istället preteritum.